# Betbezer-d'Armagnac
 Betbezer-d'Armagnac  (en occitano Bèthvéser d'Armanhac) es una población y comuna francesa, situada en la región de Aquitania, departamento de Landas, en el distrito de Mont-de-Marsan y cantón de Gabarret.

## Demografía
| 178 | 153 | 170 | 155 | 135 | 106 |
| Para los censos de 1962 a 1999 la población legal corresponde a la población sin duplicidades (Fuente: INSEE [Consultar]) |     |     |     |     |     |